# フィーバークィーンZERO
フィーバークィーンZEROは、2006年11月にSANKYOが発売した、フィーバークィーンIIの後継機となるパチンコ機のシリーズ名。

CRフィーバークィーンZERO ST7とCRフィーバークィーンZERO ST4の2機種がある。

## 概要
液晶表示のデジパチ。打ち手に優しい、パチンコの原点を追究した「ZERO」シリーズ第2弾として登場。液晶でドラム名機の演出を再現している。

2つの演出モードを搭載しており、プレイヤーの好みに合わせてモードが選択できる仕様となっている。シンプルなゲーム性が魅力の「クィーンモード」と、多彩なアクションを楽しめる「キングモード」のいずれかを選択して遊技することが可能である。

大当たり終了後はSTに突入し、ここで大当たりを引くことができれば、ST後に時短に突入する「確変+時短」の大チャンスゾーンに突入する。

## スペック
- CRフィーバークィーンZERO ST7[2]
  - 賞球数 4&5&14
  - 大当たり最高継続 15R（8カウント）
  - 大当たり確率 1/220.7
  - 確変中大当たり確率　1/22.1
  - 確変突入率　100%
  - 確変期間　7回転まで
  - 時短回数　確変中･時短中の大当たり終了後　93回
- CRフィーバークィーンZERO ST4[2]
  - 賞球数 4&5&14
  - 大当たり最高継続 15R（8カウント）
  - 大当たり確率 1/192.8
  - 確変中大当たり確率　1/19.3
  - 確変突入率　100%
  - 確変期間　4回転まで
  - 時短回数　確変中･時短中の大当たり終了後　96回

## 図柄
クィーンモード
- 赤７
- 青７
- FEVER
- JOKER
- エース
- ジャック
- クィーン
- キング

キングモード
- 赤７
- 青７
- FEVER
- JAC
- BAR
- ダブルBAR
- トリプルBAR

## 演出
クィーンモード
初代フィーバークィーンIIの演出を忠実に再現しているモード。サウンドやドラムの動き、ノーマルリーチのアツさを生かしたシンプルなゲーム性となっている。
- 微笑み予告

リーチ成立時にテンパイした図柄が「ニヤリ」と一瞬だけ微笑む予告演出。期待度が大幅にアップする。
- ノーマルリーチ

リーチ成立後、期待感を盛り上げるサウンドと共に中図柄が回転。初代と同じシンプルな演出となっている。
- ダブルリーチ

シングルリーチに比べて信頼度が2倍だった初代と同様に、本機のダブルリーチもシングルと比べて数段当たりやすくなっている。
キングモード
フィーバークィーンIIの前身機フィーバーキングIIをベースに、多彩なアクションを楽しめるモード。
ドラムくんが歴代の名機に変身する「ドラムチェンジ」が発生すると激アツのスーパーリーチに発展する。
ドラムチェンジ発生時に、背景に夢夢ちゃんやナナちゃんがいればさらに激アツとなる。
- フレーム予告

リールとリールの間の枠の色が変化する。発生すればチャンスとなる。
- ダイヤランプ予告

液晶上部にあるダイヤランプの色が変化。黄色や赤色に変化するとアツい。
- バックライト予告

リールフラッシュ後に画面が暗転。ドラムくんが画面に浮かび上がれば激アツとなる。
- ノーマルリーチ

キングモードにはスーパーリーチが搭載されているため、クィーンモードに比べてノーマルリーチの信頼度は低めになっている。
- レジェンドリーチ

ドラムチェンジから発展する名機リーチの1つ。有効ラインは中央1ラインと斜め2ラインの計3ラインとなっている。
- レクサスリーチ

ドラムチェンジから発展する名機リーチの1つ。5ライン有効で、大当たり図柄は赤7のみで他数字の図柄はブランクとなっている。
- フラッシュリーチ

ドラムチェンジから発展する名機リーチの1つ。有効ラインはレジェンドと同じく3ラインとなっており、ダブルリーチが発生するとアツい。

大当たりラウンド
大当たり中はSANKYOミュージアムで歴代の名機たちが紹介される。
確変中･時短中に大当たりすれば、フィーバークィーンII･フィーバーキングII･フィーバーレクサスⅥD･フィーバーフラッシュⅠ･フィーバーレジェンドⅠの5機種から好きなサウンドが選べる。
15ラウンド目には確変中のモードの切り替えが可能となる。

チャンスゾーン
大当たり終了後は、ST7であれば7回転の確変、ST4であれば4回転の確変「クィーンチャンス」に突入する。この確変中に大当たりすると、次回から確変+時短の「スーパークィーンチャンス」に突入する。
キングモード選択中であれば、初回大当たり後は「ドラム君チャンス」に、確変中に大当たりすれば次回以降「スーパードラム君チャンス」に突入する。
確変状態のST中は、リーチが発生すればその時点で激アツとなる。